# Josh Davis
Josh Davis (* 1. September 1972 in San Antonio, Texas) ist ein ehemaliger amerikanischer Schwimmer und dreifacher Olympiasieger.
Er trat 1996 bei den Olympischen Sommerspielen in Atlanta an und konnte dort mit den US-Schwimmstaffeln drei Goldmedaillen gewinnen. Vier Jahre später bei den Olympischen Sommerspielen in Sydney war er Kapitän des US-Schwimmteams und gewann zwei Silbermedaillen mit den Staffeln.
Nachdem Davis der schnellste Schwimmer von San Antonio wurde, erhielt er ein Stipendium, um an der University of Texas zu studieren. Er wurde am 15. Februar 2008 in die San Antonio Sports Hall of Fame aufgenommen.
Im Februar 2009 wurden vier seiner Olympiamedaillen aus seinem Auto gestohlen, nachdem er aus einer Schwimmklinik in St. Louis zurückkehrte. Er bot anschließend eine Belohnung für deren Rückgabe. Eine der beiden Silbermedaillen hatte er bereits zwei Jahre zuvor verloren und nicht mehr wiedergefunden. Am 13. Februar wurden die Medaillen von einer Putzequipe außerhalb des Salvation Army's Boys and Girls Clubs wiedergefunden. Am selben Abend wurden sie Davis zurückgegeben.
Zurzeit wohnt Davis in San Antonio, wo er eine Schwimmklinik betreibt und ebenfalls als Motivationsredner arbeitet. Er und seine Frau Shantel haben sechs Kinder.